# كلاتة علي أباد (غناباد)
كلاتة علي أباد (بالفارسية: کلاته علی‌آباد) هي قرية تقع في قسم زيبد الريفي في إيران.